# 竜丘村
竜丘村（たつおかむら）は、長野県下伊那郡にあった村。現在の飯田市中心部の南方、飯田線時又駅の周辺にあたる。

## 地理
- 河川：天竜川

## 歴史
- 1889年（明治22年）4月1日 - 町村制の施行により、駄科村・桐林村・時又村・長野原村・上川路村の区域をもって発足。
- 1956年（昭和31年）9月30日 - 飯田市・座光寺村・松尾村・三穂村・伊賀良村・山本村・下久堅村と合併し、改めて飯田市が発足。同日竜丘村廃止。

## 交通

### 鉄道路線
- 日本国有鉄道
  - 飯田線
    - 時又駅 - 駄科駅

### 道路
- 国道151号